# 建神主義
建神主義（露: Богостроительство、建神論、建神派）とは、20世紀初頭の10年間にロシアのマルクス主義者の中で、主に左派の文学者たちが展開した倫理哲学的潮流である。この潮流は、社会主義とキリスト教の世界観の間に見られる類似性に基づき、マルクス主義と宗教の思想を統合することを目的としていた。
その支持者たちは、世界を超越する既存の存在として神を「探す」のではなく、集団の力から神を「造り出す」ことを目指した。後に、建神主義はマルクス主義哲学を宗教的な文脈で解釈した最初期の試みの一つと見なされるようになった。社会民主労働党員の中で建神主義を代表する人物には、アナトリー・ルナチャルスキー、ウラジーミル・バザーロフ、マクシム・ゴーリキー、アレクサンドル・ボグダーノフらがいた。

## 歴史
建神主義は、独立した運動として、理想主義的な「神探し」の論者たちとの議論の中で形成された（建神主義者たちは、後に無神論者のマルクス主義者たちよりも、「宗教的」なデカダン派の思想家たちと最も激しい論争を繰り広げることになる）。1908年から1910年にかけて、神造の支持者たちは自らの思想をロシアの革命運動に広めるため、出版物を通じて積極的なキャンペーンを展開した。ルナチャルスキーは二巻からなる『宗教と社会主義』（1908年）を、バザーロフは論文「神探しと神造」（1909年、書籍『頂点』第1巻所収）および「現代における神秘主義とリアリズム」（1908年、論文集『マルクス主義哲学概論』所収）を発表した。1909年にルナチャルスキー、ボグダーノフ、バザーロフ、ゴーリキーによって出版された論文集『集団主義哲学概論』は、ウラジーミル・レーニンの反発を招いた。レーニンは、ロシアの神造におけるマッハ主義的要素を指摘し、宗教を「蘇生させる、あるいは新たに作り出そうとする」試みを厳しく非難した。
建神主義の代表者たちは、それぞれ異なる道筋を経て、社会主義と宗教を統合する必要があるというテーゼにたどり着いた。彼らの多くは、唯物論と経験批判論（マッハ主義）を統合するという共通の立場によってのみ結びついていた。
建神主義の主な源流は、マルクスの社会経済学説と、エルンスト・マッハおよびリヒャルト・アヴェナリウスの認識論の統合にあると考えられている。ソビエト連邦の歴史学では、建神主義をマッハ主義と同一視する見方が広まっていたが、建神主義の支持者たちは自らの信念を正当化するにあたり、ヴォルテール的な宗教解釈（宗教を社会に必要な調整機能と見なす考え方）、アンリ・ド・サン＝シモンの「新しいキリスト教」、さらには民衆の急進的なイデオロギーが宗教的概念によって正当化された歴史的事例（初代教会、マズダク教、アルビジョア派やボゴミル派の異端など）を指摘していた。
マッハ主義の「基礎科学のカテゴリーは主観的なものである」という公準に基づき、建神主義の代表者たちは、科学的アプローチが普遍的であるという前提は誤りであると論じた。彼らは、社会主義の教義は、科学的認識では完全には解明できない問題、とりわけ死や来世といった問いに説明を与える必要があると主張した。宗教を人類の創造的な活動と解釈するこの潮流は、新たなプロレタリア宗教を創造することを自らの課題とした。神造の支持者の多くは神の存在やキリスト教の特定の教義を認めていたが、運動の主流となったのは、理想と現実を一致させるために、進歩、集団、あるいは社会全体を神格化するという思想であった。
建神主義は、あらゆるイデオロギーの根底には、それに対応する世界感覚が存在すると考えた。その世界感覚は、ある程度宗教を含んでおり、宗教の力を借りて社会を一つの感情的な高揚、すなわち「聖なるもの」に対する特殊な熱狂状態へと統合する。ここでいう「聖なるもの」とは、神またはその代替物を意味する。この点で、建神主義は実証主義者やヘーゲル左派、特にオーギュスト・コントの「実証宗教」やルートヴィヒ・フォイエルバッハの「人類教」と近い立場にあった。

## カプリ学校
1909年の8月から12月にかけて、建神主義の支持者たちはゴーリキーの支援を受け、カプリ島で労働者のための党派学校（カプリ学校）を運営した。レーニンはこの学校を「建神主義の文学的拠点」と呼んだ。ゲオルギー・プレハーノフ（『いわゆるロシアにおける宗教的探求について』著作集第17巻）やレーニン（『召還主義と建神主義の支持者分派について』完全著作集第5版、第19巻、90ページ）による否定的な評価は、ボリシェヴィキの新聞『プロレタリー』拡大編集会議（事実上、第5回ロシア社会民主労働党大会で選出されたボリシェヴィキ中央委員会が地方組織の代表者を交えて開いた会議。1909年6月8日～17日）において、建神主義が「マルクス主義の根幹から離反する潮流」として非難されるという形で結実した。その結果、カプリ学校が閉鎖されると、建神主義に近い亡命ロシア社会民主労働党員の一団は、綱領「党の現状と課題」を採択した。これは、『プロレタリー』編集会議後に党から除名されたボグダーノフが提案したもので、レーニンの決議「当面の情勢と党の課題」に対抗するものであった。1909年12月28日、この決議は、フペリョート派（形式的には「文学組織」）の結成通知とともに、党中央委員会に送付された。

## フペリョート派
「フペリョート」（ロシア語で「前進」の意）派の結成は、建神主義者と、ロシア社会民主労働党内の主要な左派グループであった召還派および最後通牒派との接近の結果であった。彼らは、合法的・半合法的な革命闘争手段の否定、ドゥーマ選挙のボイコット、宗教・科学・マルクス主義の統合、新たなプロレタリア文化・プロレタリア科学・プロレタリア哲学の創造といった共通の綱領の下に団結した。1913年にフペリョート派が事実上消滅すると、元建神主義者の多くは新カント主義やマッハ主義的な志向を放棄した。

## 後世への影響
現代世界においては、トランスヒューマニズムが建神主義に近い思想を発展させ続けている。建神主義は、現代のサイエンス・フィクションにも影響を与えており、例えばダン・シモンズの小説『ハイペリオン』やデイヴィッド・ジンデルの『時の守護者』に見られる。建神主義の思想から付随的な要素を取り除いて純化したものは、トロソフ（作家ポレシチュークの偽名とされる）の短編『次の日』に描かれている。この物語では、未来の人類（現代から数百万年後）が、かつて生きた全ての人間を、その人物が遺した痕跡（創造的な業績や強い感情）から一人一人蘇らせる。そのため、一部の人間は複数体蘇生される（例えば、モーツァルトは数多く蘇生されることになる）。この蘇生は、時空間の一部を何らかの方法で複製することによって行われるとされ、こうして人類は徐々に神に近い存在となっていく。